# Șetrar
Șetrar (var. Șătrar) este un termen care desemna o dregătorie în Evul Mediu românesc. A apărut în secolul al XVI-lea și se ocupa de corturile armatei în timp de război; rolul său sporește în a doua jumătate a secolului al XVI-lea, când apare în sfat.
În Letopisețul Țării Moldovei, Grigore Ureche scria: Tocmit-au și boieri mari în svat, de chevernisala țării ș-a pământului Moldovii: … Șetrar mare pre corturile domnești și-n oști și-ntr-alte căli și purtătoriu de grijă tunurilor.
În Țara Românească, șetrarul este amintit pentru prima dată în anul 1520. La începutul sec. al XIX-lea se va păstra numai titlul dregătoriei, dar cu alte atribuțiuni.